# Лукаш Бурлиґа
Лукаш Бурлиґа (пол. Łukasz Burliga, нар. 15 травня 1988, Суха-Бескидзька, Польща) — польський футболіст, захисник футбольної команди «Ягелонія», що нині виступає в Екстракласі.

## Життєпис
Вихованець клубу Гарбаж (Ґміна Зембжице), в якому почав тренуватися з восьмирічного віку. У 2000 році перейшов в краківську «Вісла».
У сезоні 2007—2008 Бурлиґа зіграв у 18 матчах і забив 1 гол в іграх за молодіжний склад «Вісла», яка стала переможцем Молодіжної першості. В осінній стадії сезону 2008-09 в молодіжній лізі Бурлиґа забив 12 м'ячів в 12 матчах. 19 листопада 2008 він був включений до основного складу краківського клубу.
У лютому 2009 року Лукаш перейшов до «ФК Флота» (Свіноуйсьце) на правах оренди до кінця червня, з опціональною можливістю продовження оренди ще на півроку.
У сезоні 2010—2011 завоював з краківською «Віслою» звання чемпіона Польщі. У наступному сезоні був відданий в оренду в «Рух» (Хожув), з яким зайняв друге місце в чемпіонаті Польщі і грав у фіналі кубку Польщі.

## Титули і досягнення
- Чемпіон Польщі (1):

«Вісла»: 2010-11